# Seelow
Seelow [ˈzeːloː] är en stad i det tyska förbundslandet Brandenburg och huvudort i distriktet Märkisch-Oderland. Staden är huvudsakligen känd för det stora slaget som utkämpades i närheten 1945 under andra världskriget (Slaget vid Seelowhöjderna). Seelow ligger cirka 70 km öster om Berlin och 20 km väster om gränsen till Polen.
Seelow är även administrativt säte för det lokala kommunalförbundet Amt Seelow-Land, där dock inte staden Seelow själv ingår. Den tidigare kommunen Werbig uppgick i Seelow den 26 oktober 2003.

## Historia

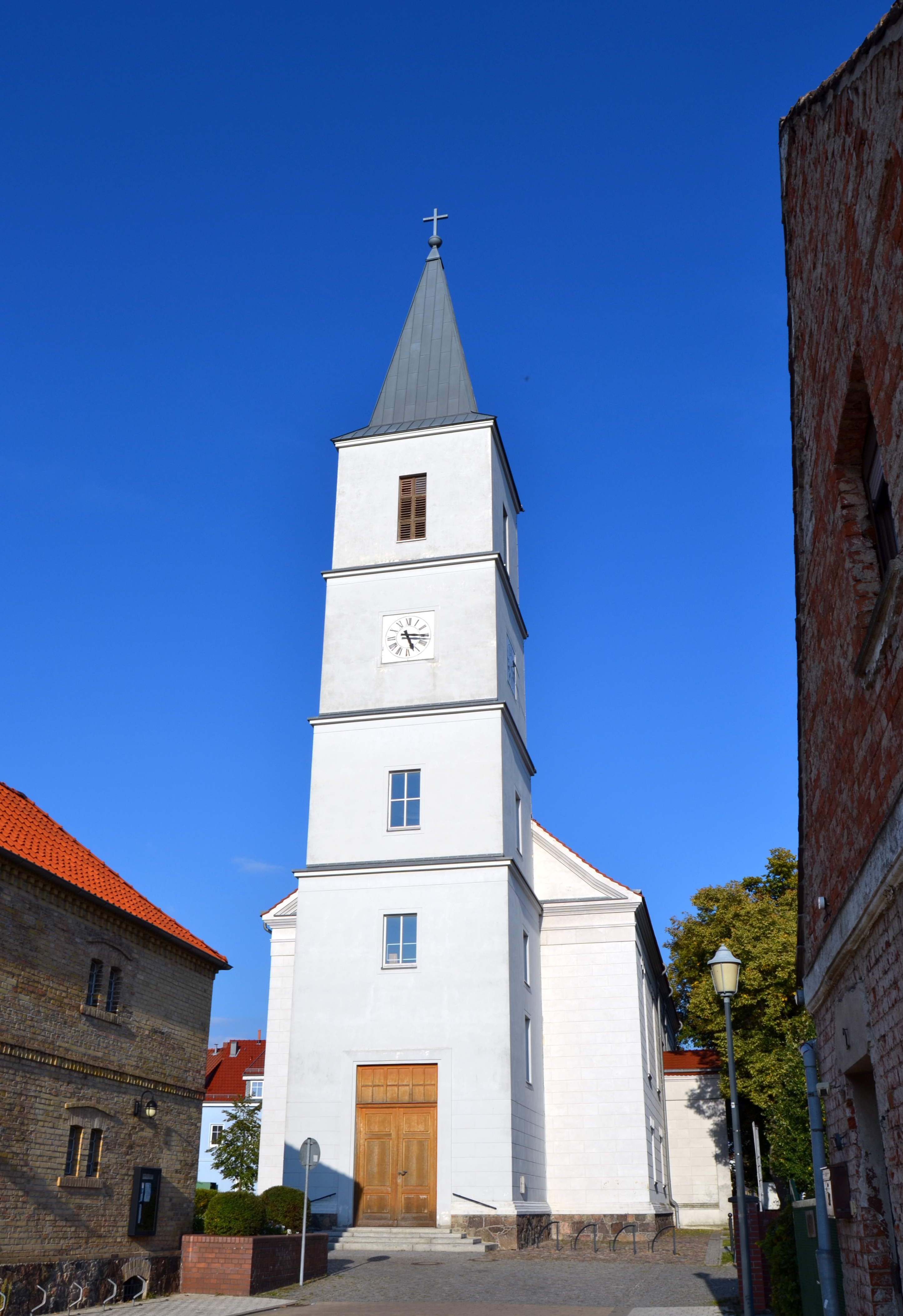
Stadskyrkan förstördes kraftigt 1945 och renoverades till sitt ursprungliga skick utvändigt under 1990-talet.

Staden omnämns första gången som "Villa Zelou" i ett dokument från 1252, och tillhörde då Lebus domkyrkas domäner. Åren 1630, 1788 och 1809 inträffade större stadsbränder.
Staden drabbades av svår krigsförstörelse genom ett bombangrepp 17 april 1945, som följdes av hårda strider om staden och plundring, i samband med Slaget vid Seelowhöjderna.
Från 1952 var orten huvudort i Kreis Seelow i Bezirk Frankfurt (Oder) i DDR. Efter Tysklands återförening och bildandet av förbundslandet Brandenburg 1990 blev därefter Seelow huvudort i det nybildade länet Landkreis Märkisch-Oderland 1993.

## Kultur och sevärdheter

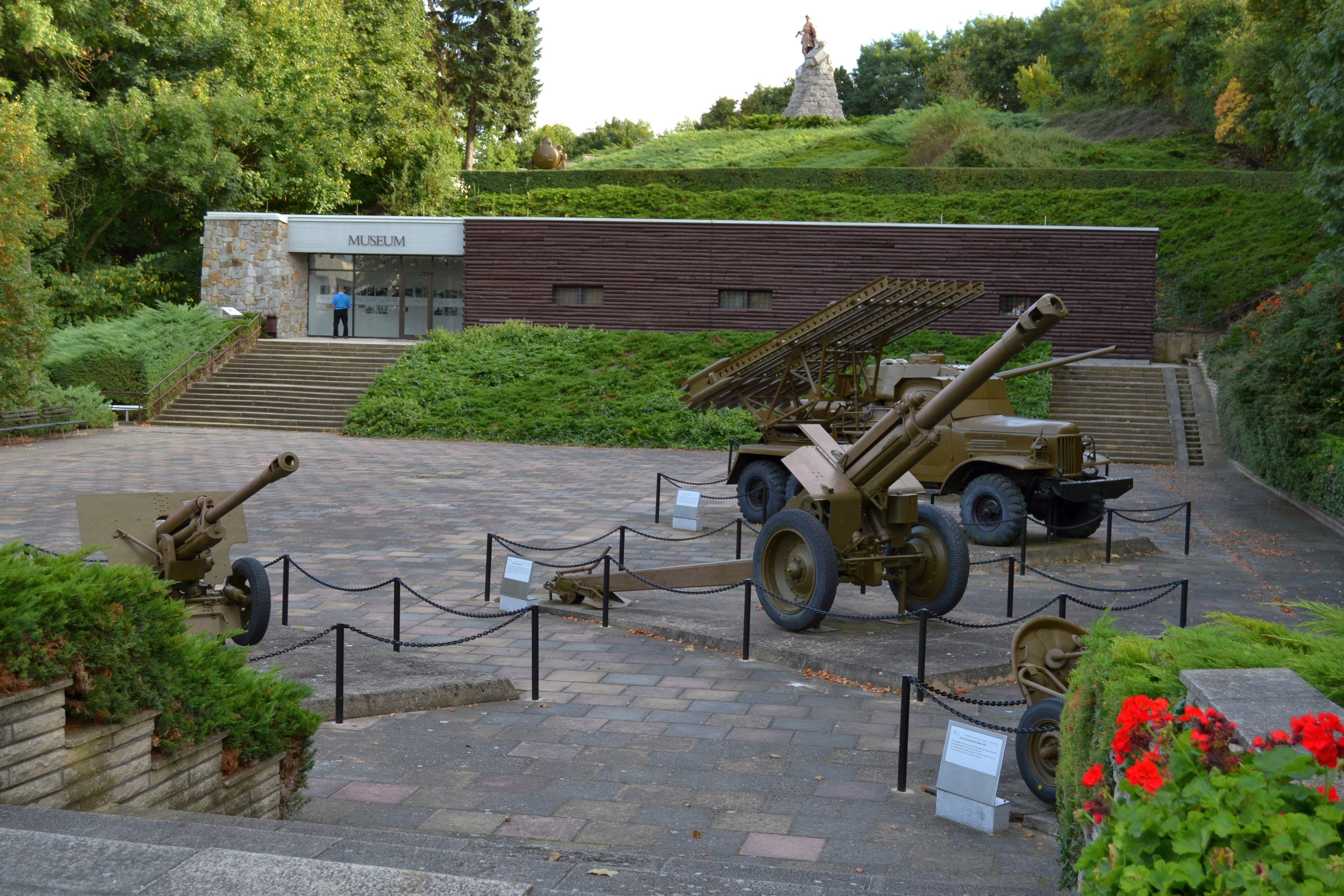
Gedenkstätte Seelower Höhen

Staden har ett museum med en minnesplats vid Seelowhöjderna, ägnat åt slaget 1945.
Seelows stadskyrka byggdes 1830–1832 i nyklassicistisk stil efter ritningar av Karl Friedrich Schinkel och restaurerades till sitt ursprungliga skick 1997–1998 genom en fullständig återuppbyggnad av det skadade kyrktornet.

## Vänorter
- Moers, Nordrhein-Westfalen, Tyskland
- Nangis, Frankrike
- Kostrzyn nad Odrą, Polen
- Międzychód, Polen

## Kända invånare
- Jutta Lieske (född 1961), socialdemokratisk politiker, infrastruktur- och jordbruksminister i Brandenburg 2009–2010.
- Manuela Schwesig, född 1974 i Frankfurt (Oder) och uppväxt i Seelow, socialdemokratisk politiker, minister för familje-, äldre-, kvinno-, och ungdomsfrågor, vice ordförande för SPD.